# 액시엄 스페이스
액시엄 스페이스(Axiom Space)는 텍사스주 휴스턴에 본사를 둔 미국의 민간 자금 지원 우주 인프라 개발업체이다.
2016년 마이클 T. 서프레디니와 캄 가파리안이 설립한 이 회사는 2022년에 처음으로 우주 비행선을 비행했다. 액시엄 미션 1은 국제우주정거장으로 가는 최초의 상업용 유인 민간 우주 비행선이다. 이 회사는 2020년대 후반에 세계 최초의 상업용 우주 정거장을 소유하고 운영하는 것을 목표로 하고 있다. 회사의 직원으로는 전 NASA 관리자 찰스 볼든과 우주 비행사 마이클 로페즈-알레그리아, 페기 윗슨, 브렌트 W. 제트 주니어 및 와카타 코이치가 있다.
이 회사는 2022년에 최초의 상업용 우주 비행사를 궤도에 보냈다. 또한 우주 내 연구, 우주 내 제조 및 우주 탐사에 참여하는 정부 지원 및 상업용 우주 비행사를 위한 인간 우주 비행을 계획하고 있다.

## 임무
- 액시엄 미션 1
- 액시엄 미션 2
- 액시엄 미션 3
- 액시엄 미션 4

## 같이 보기
- 민간 우주 비행